# Setge d'Arle (430)
El setge d'Arle del 430 fou el segon intent de setge al que els visigots van intentar sotmetre a la ciutat d'Arle, si bé és un episodi menor en l'enfrontament entre romans i visigots. Davant de la presència militar del general romà Aeci, els visigots es rendiren i es retiraren.

## Context
Amb la mort de l'emperador Honori el 423 i el desordre causat en la successió al tron imperial, els visigots, que eren federats de l'imperi des del 418, i estaven establerts a l'Aquitània, amb capital a Tolosa, havien aprofitat l'avinentesa per atacar les terres de la Narbonesa, per intentar accedir a la Provença, assetjant per primera vegada Arle el 425, sense èxit gràcies a l'arribada del general romà Aeci, amb qui els visigots pactaren la pau.

## Setge
La pau entre romans i visigots fou, de fet, duradora. Però el 430 es va trencar quan els visigots van intentar assetjar novament la ciutat d'Arle, però els visigots en trobar-se amb l'oposició militar d'Aeci, davant de qui ja havien perdut el setge anterior, es van rendir i es retiraren a Tolosa, i no seria fins al 435 quan intentarien novament un moviment.